# Lemonade (canção de CocoRosie)
"Lemonade"  é um single da banda experimental CocoRosie, lançado em 17 de abril de 2010, de seu álbum de Grey Oceans.  O lado B do CD contém um cover da música dos Beach Boys "Surfer Girl". Enquanto as duas irmãs de CocoRosie escreveram o single, a música para o álbum também recebeu contribuição do tecladista / compositor Gael Rakotondrabe.

## Origem
Em uma entrevista ao Metro New York,  Sierra "Rosie" Casady afirmou que a inspiração para o álbum foi baseada em torno de "memórias assustadoras da infância  no deserto." Atividades comuns das irmãs enquanto viviam lá eram "roubar um carro e sair para caçar os coelhos do deserto. Simplesmente atirar pela janela enquanto estávamos dirigindo e levá-los para casa e tirar sua pele para fazer um grande ensopado de coelho. Essa foi uma memória bastante dramática para nós ".

## Recepção crítica
James Reed, do Boston Globe  disse que Lemonade foi uma "emoção genuína" em comparação com o resto do álbum, explicando que "depois de recitações sombrias de Bianca, Sierra perfurou a canção com um interlúdio alegre, com a voz distorcida fazendo-a soar como um Judy Garland psicodélica." Grant Lawrence para a revista americana Songwriter exclamou: "Tanto a faixa-título e o brilhante "Lemonade" são belas baladas de piano que oferecem algumas das suas letras mais claras e mais focadas." Chris Mincher para AV Clube disse que a canção "mistura o estranho, uma balada techno triste com um coro suavemente orquestral" e foi uma das canções mais "cativantes e cerebrais" do álbum, junto com "The Moon Asked The Crow". Uma crítica em Qué!  afirmou que CocoRosie conseguiu "inflamar o público com sua música sublime, Lemonade."
A avaliação da Billboard  explicou que a canção especialmente mostrou a dualidade evidente no álbum, porque ele apresentava "um piano melancólico sobre versos sobre a morte, justapostos com um refrão pop alegre acompanhada por harmonias vocais quentes". Um colaborador do blog de música Stereogum disse que eles "geralmente gostam mais do grupo melhor quando elas soam insular e emocionalmente nuas, mas impenetráveis e inesperadamente cativante. Esta canção faz exatamente isso." Em uma revisão separada do álbum, o mesmo crítico do Stereogum afirmou que o vídeo da música para Lemonade é um"  clipe maravilhosamente surreal, intimamente familiar ". Heather Phares de Allmusic elogiou a música, dando-lhe uma "seleção de álbuns," significando que era uma das melhores faixas do álbum. Ela reviu a canção, dizendo que "captura beleza idílica de verão por fundir uma melodia que soa como ele poderia ser de um musical esquecido da Broadway com batidas com nuances de trip-hop, sintetizadores, e sons metálicos." Matthew Fiander de Prefix Magazine  chamou a canção de "temperamental e num crescendo, o tipo de música elevada apesar de pulsante que nos lembra como CocoRosie trouxe tais reações viscerais de nós durante os últimos seis anos", especialmente quando comparado com as "notas lentas contudo cintilantes e batidas demasiada simples "das outras músicas do álbum.
Por outro lado, Dan Cairns do Sunday Times  disse que a música era uma "colagem liricamente opaca e vocalmente brusca".

## Tabelas
| Tabela (2010)              | Melhor posição |
| -------------------------- | -------------- |
| Tabela de Singles francesa | 74             |